# 腹語術
腹語術 （英語：Ventriloquism），是一個腹語表演者藉由練習使得其口部看似完全沒有動作來發出聲音的戲劇表演。腹語術的表演方式就是用口技發出聲音。實際上腹語仍舊是用聲帶發音，只不過腹語師藉由練習而產生不是由腹語師發出聲音的錯覺。腹語術在古代曾被利用爲聲稱擁有超自然能力的人表現其神力的工具，但不免被戳破，如《清稗類鈔．方伎類．肚仙召福仔》中凌福籛問肚仙能否背誦出其子生前所讀過的文章而直接揭穿巫者的騙局。九世紀時君士坦丁堡普世牧首佛提乌認爲這是藏匿在人腹中的魔鬼且只配居住在糞坑中。
腹語表演的原理是將嘴唇的動作降至最小，某些不可避免的嘴型動作则必須改以接近的小嘴型發音來做替代如以舌尖中音替代雙唇音。常見的腹語表演是腹語師搭配人偶，進行一段逗趣對話，多是表演性質而較少古代常見的魔術性質。

## 關鍵要素
腹語術的原理可以歸結為以下幾個關鍵要素：
嘴巴技巧：腹語術的表演者需要掌握特殊的嘴巴技巧，可以在口中發出聲音的同時，使聲音聽起來像是從其他地方發出的。這可能涉及到微妙的嘴部運動和舌頭位置的控制，以達到所需的聲音效果。
腹部控制：腹語術的名稱來自於觀眾通常會以為聲音是從表演者的腹部發出的。這是通過表演者學會控制他們的腹部肌肉來實現的。他們可以通過控制腹部肌肉的收縮和放鬆，來模擬聲音的共振效果，使聲音聽起來像是從腹部發出的。
聲音模仿：腹語術表演者通常需要具備良好的聲音模仿能力。他們可以模仿不同的聲音，包括人聲、動物聲和其他各種聲音效果。通過掌握不同的音調、節奏和聲音特點，他們可以製造出逼真的聲音效果。
分心技巧：腹語術表演者通常會利用分心技巧來轉移觀眾的注意力。這可以通過使用道具、動作和故事情節等方式來實現。這樣，觀眾的注意力就會集中在腹語術表演者的動作和故事情節上，而不是他們的口部動作，從而增加了腹語術效果的真實感。